# Adesmus stellatus
Espèce
Adesmus stellatus est une espèce de coléoptères de la famille des Cerambycidae. Elle a été décrite par Maria Galileo (d) et Ubirajara Martins (d) en 2005. 

## Répartition
Adesmus stellatus se rencontre au Costa Rica.